# Cry Alone
«Cry Alone» (с англ. — «Плакать в одиночестве») — песня американского рэпера Lil Peep с его посмертного альбома Come Over When You're Sober, Pt. 2 (2018).

## История
17 октября 2018 года в Instagram аккаунте исполнителя опубликовали видеоролик с информацией о том, что завтра выйдет видеоклип с треком.
18 октября на YouTube канале артиста появился посмертный видеоклип на песню. Клип был снят в мае 2017 года и данный трек должен был войти в первую часть альбома, но был отложен на вторую.
10 ноября 2023 года вышел альбом Come Over When You’re Sober, Pt. 2 (og version), в котором вошли почти все оригинальные версии песен, в том числе и «Cry Alone» вместе с оригинальной версии клипа

## Чарты
| Чарт (2018)                           | Высшая позиция |
| ------------------------------------- | -------------- |
| Швейцария (Global Top Digital Single) | 51             |
| Новая Зеландия (NZ Hot Singles Chart) | 20             |
| Швеция (SWE)                          | 96             |